# MGM-166A LOSAT
Le MGM-166A LOSAT est un missile antichar hypervéloce conçu initialement par Vought au début des années 1990. Bien que prometteur, le système d'arme LOSAT (Line Of Sight Anti-Tank ; ligne de visée antichar) ne connu qu'une très brève carrière au sein de l'US Army.

## Historique
Le programme LOSAT a débuté en 1988 dans le cadre du programme AAWS-H (Advanced Anti-Tank Weapon System - Heavy). Ling-Temco-Vought est chargé de développer le missile KEM (Kinetic Energy Missile) tandis que Texas Instruments se charge du système de visée (FLIR).
Les premiers tests on lieu en juin 1990, il est alors prévu d'intégrer le système d'arme LOSAT sur une version rallongée du blindé chenillé Bradley fabriqué par United Defense. En 1992, à la suite du programme d'acquisition ACAT I de l'US Army, le financement du missile est limité en vue de n'en produire qu'un démonstrateur. L'idée de monter le missile LOSAT sur le Bradley est abandonnée et c'est finalement le châssis du char léger CCVL (futur M8) qui est sélectionné.
En 1996, à la suite de l'arrêt du programme AGS, le département de la Défense des États-Unis recommande de mettre fin au programme mais l'US Army va en appel. En novembre 1997, le JROC re-classifie le programme en démonstrateur avancé. Le développement du LOSAT est repris par Lockheed Martin (qui vient de racheter Loral Vought) et reconfiguré pour être installé sur un véhicule 4×4, le HMMWV afin de remplacer le M901 ITV. En 2002, le missile KEM reçoit son appellation officielle MGM-166A.
En août 2002, Lockheed Martin s'est vu attribuer un contrat pour la production de cent-huit missiles MGM-166A en vue d'équiper, en 2003, le 511e régiment d'infanterie de l'US Army, comprenant douze M1113 HMMWV. Le programme d'essai s'est achevé, avec succès, en mars 2004 et il fut décidé de débuter la production initiale à faible cadence à la fin de l'année (quatre-cent trente-cinq missiles).
Cependant, l'US Army décida de ne pas financer la production du missile MGM-166A en série en raison de son intérêt pour le nouveau missile CKEM (Compact Kinetic Energy Missile (en) ; missile compacte à énergie cinétique), plus léger. Le programme LOSAT a pris fin durant l'été 2004. Le missile CKEM ne dépassant pas également le stade des essais et abandonné en 2009.

## Description
Le missile MGM-166A du système d'arme LOSAT atteint sa vitesse de croisière de 1 524 m/s en à peine 4 s. Le missile corrige sa trajectoire en vol à l'aide d'une série de rétrofusées disposées radialement autour du corps du missile. L'énergie développée à l'impact atteint les 40 MJ, ce qui correspond à quatre fois l'énergie développée à l'impact par un obus-flèche de 120 mm.

## Galerie

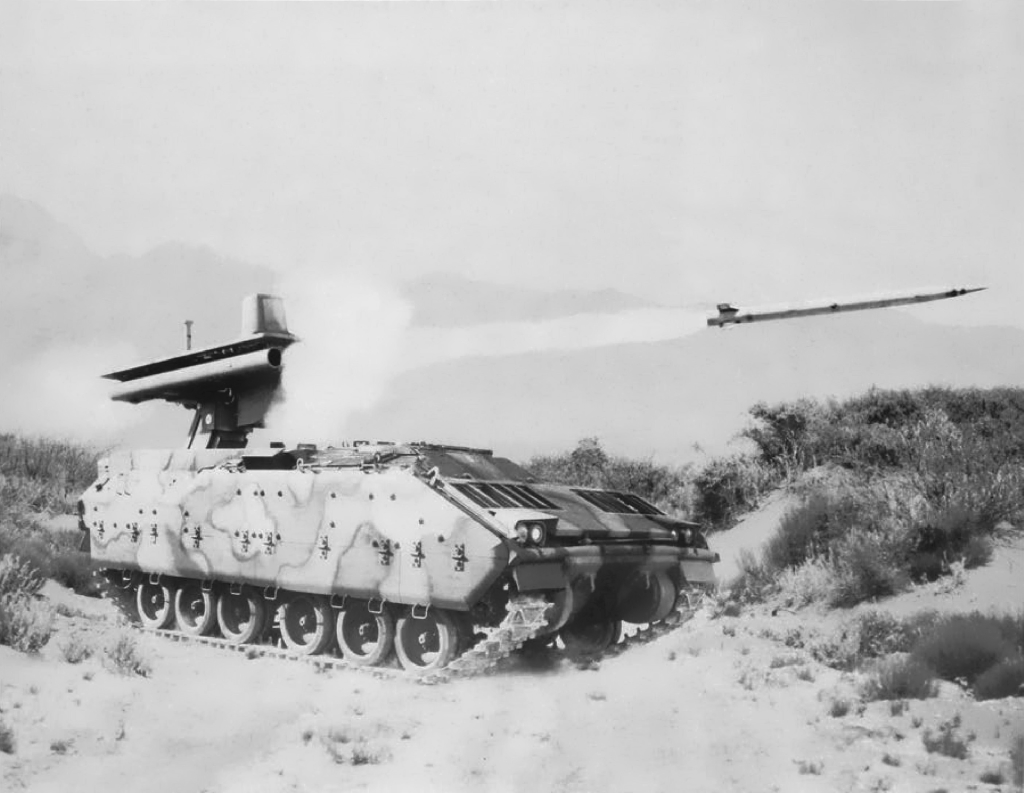
LOSAT tiré depuis un châssis de Bradley rallongé en 1992.
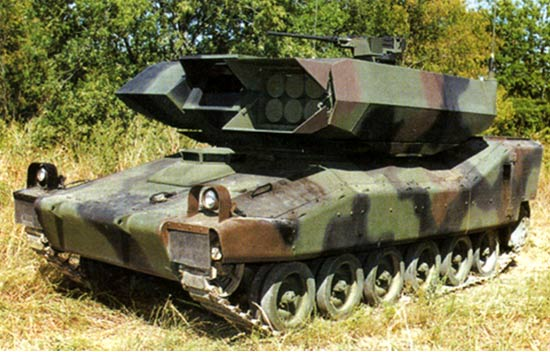
Lanceur à douze tubes monté sur le châssis CCVL.
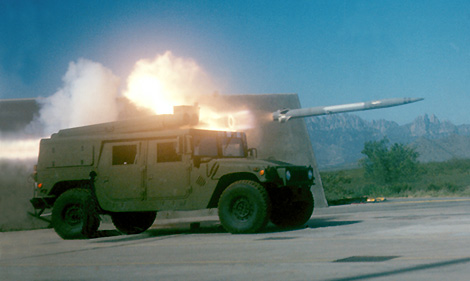
Tir d'un missile LOSAT depuis un HMMWV.